# Wełyka Bałka
Wełyka Bałka – wieś na Ukrainie, w obwodzie odeskim, w rejonie bielajewskim. W 2001 roku liczyła 1212 mieszkańców.